# Hoplothrips aciculatus
Hoplothrips aciculatus är en insektsart som beskrevs av Ian A. Hood 1941. Hoplothrips aciculatus ingår i släktet Hoplothrips och familjen rörtripsar. Inga underarter finns listade i Catalogue of Life.